# Nadàr Solo
I Nadàr Solo sono stati un gruppo rock italiano capitanato da Matteo De Simone (voce, testi, basso) e Federico Puttilli (Chitarra, produzione). Il nome del gruppo omaggia l'omonimo film del regista argentino Ezequiel Acuña.

## Storia del gruppo
Nato nel 2006 a Torino dalla collaborazione tra il cantante e bassista Matteo De Simone, suo fratello Andrea, batterista, e il chitarrista Federico Puttilli, il gruppo autoproduce nel 2007 l'album d'esordio, Nadàr Solo.
Qualche mese più tardi, il disco viene distribuito in digitale sotto il marchio H2O Music, prima etichetta digitale del gruppo Sony BMG.
, ai tempi etichetta digitale di Sony Music, come premio di un concorso on line per band emergenti ideato da Nokia
Nel 2009 firmano per l'etichetta milanese Massive Arts Records e pubblicano nel 2010 l'album Un piano per fuggire, che vede temporaneamente alla batteria Andrea Zanuttini, poi sostituito nel dicembre dello stesso anno da Alessio Sanfilippo.
Nel 2011 intraprendono un tour nazionale, alternando ai propri concerti aperture ad altre band note nel circuito indipendente, come Il Teatro degli Orrori, Bugo, Perturbazione, Amor Fou, Il Pan del Diavolo, Zen Circus  e facendosi conoscere per il forte impatto dal vivo e i testi immediati e poetici.
Nello stesso anno il cantante e bassista Matteo De Simone pubblica il romanzo Denti guasti (Hacca Edizioni) che dà il via a una collaborazione con Pierpaolo Capovilla de Il Teatro degli Orrori. Il musicista e autore veneziano prende spunto da questo romanzo per la stesura dei testi de Il mondo nuovo e segue De Simone in un tour di reading.
La collaborazione prosegue sul testo del brano Il Vento, contenuto nel nuovo album del gruppo: Diversamente, come? al quale contribuiranno negli arrangiamenti anche gli altri membri de Il Teatro degli Orrori: Gionata Mirai, Giulio Favero e Franz Valente. Al brano Perso, invece, partecipano con un cameo Gigi Giancursi ed Elena Diana dei Perturbazione. Segue poi un tour promozionale che vede la partecipazione sul palco, insieme alla band torinese, dello stesso Pierpaolo Capovilla a Torino, Milano, Roma e Bologna.
Il 1º maggio 2013 i Nadàr Solo si esibiscono a Taranto in occasione di un grande concerto organizzato a sostegno dei lavoratori dell'ILVA e della salute dei cittadini di Taranto insieme a Elio Germano, Michele Riondino, Fiorella Mannoia, Luca Barbarossa, Sud Sound System, Francesco Baccini, Raf, The Niro, Roy Paci, Pierpaolo Capovilla e molti altri artisti.
Dal 2011 al 2013, tra una data e l'altra del proprio tour, seguono come backing band l'amico cantautore torinese Daniele Celona, e incidono con lui due album in studio. Il chitarrista Puttilli e il batterista Sanfilippo si uniscono inoltre dal 2013 al 2014, insieme allo stesso Celona e al cantautore Bianco (cantante), alla band della giovane cantautrice Levante., che in quel periodo esegue durante i suoi show del periodo anche una cover degli stessi Nadàr Solo: La ballata del giorno dopo.
Il 18 novembre del 2013 viene pubblicato in free download un EP live di 7 tracce registrate durante un concerto allo Spazio 211 di Torino. Nel 2014, invece, ancora con Pierpaolo Capovilla, la band si cimenta in una cover di Musica ribelle/La radio di Eugenio Finardi.
L'11 novembre 2014 esce Fame, quarto album in studio del gruppo. Il disco ottiene una candidatura al Premio Tenco 2015 per il brano Cara madre.
Nel giugno 2015 il batterista Alessio Sanfilippo lascia la band per seguire il tour di Levante. Al suo posto entra nella band Andrea Dissimile.
Il 5 luglio 2016 la band annuncia l'uscita di nuovo album, intitolato Semplice, che vienne pubblicato il 7 ottobre 2016.
Il 29 gennaio 2017 con un post su Facebook, i Nadàr Solo annunciano l'interruzione delle attività del gruppo, a dieci anni dall'esordio.

## Altre collaborazioni
Nel 2016 il cantante e bassista Matteo De Simone esordisce come autore scrivendo con la cantautrice e interprete pugliese Dolcenera e Riccardo Scirè il brano L'amore sa contenuto nell'edizione speciale dell'album di Dolcenera Le stelle non tremano (Universal Music Italia, 2016). È inoltre autore, con Riccardo Scirè e Raige, del brano Perfetto contenuto nell'album Alex (Warner Music Italy, 2016) e con Michele Bravi, Riccardo Scirè e Francesco Catitti del brano Cambia nell'album Anime di carta (Universal Music Italia, 2017).

## Formazione finale
- Matteo De Simone (voce, basso)
- Federico Puttilli (chitarra)
- Andrea Dissimile (batteria)

## Discografia

### Album in studio
- 2007 - Nadàr Solo
- 2010 - Un piano per fuggire
- 2013 - Diversamente, come?
- 2014 - Fame
- 2016 - Semplice

### Live
- 2013 - Live allo Spazio 211 EP